# Adam McCaul-Coxner
Adam McCaul-Coxner (* 20. September 1989) ist ein ehemaliger irischer Eishockeyspieler, der zuletzt bis 2009 in der U20-Mannschaft des schwedischen Klubs Partille HK spielte.

## Karriere
Adam McCaul-Coxner begann seine Karriere beim Flyers Ice Hockey Club. 2007 zog es ihn nach Schweden, wo er zwei Jahre in der U20-Mannschaft des Partille HK spielte. 2009 beendete er im Alter von erst 20 Jahren seine Karriere.

### International
Adam McCaul-Coxner spielte für Irland bei den Welttitelkämpfen der Division II 2008 sowie der Division III 2006, 2007 und 2009.

## Erfolge und Auszeichnungen
- 2007 Aufstieg in die Division II bei der Weltmeisterschaft der Division III